# Uchumarca (distrito)
Uchumarca é um distrito do Peru, departamento de La Libertad, localizada na província de Bolívar.

## Transporte
O distrito de Uchumarca é servido pela seguinte rodovia:
- LI-107, que liga o distrito à cidade de Bolívar
- LI-109, que liga o distrito à cidade de Longotea
- LI-132, que liga o distrito à cidade de Longotea[1][2][3]